# Marshallville (Geòrgia)
Marshallville és una població dels Estats Units a l'estat de Geòrgia. Segons el cens del 2000 tenia 1.335 habitants.

## Demografia
Segons el cens del 2000, Marshallville tenia 1.335 habitants, 523 habitatges, i 365 famílies. La densitat de població era de 163,1 habitants/km².
Dels 523 habitatges en un 29,4% hi vivien nens de menys de 18 anys, en un 30,2% hi vivien parelles casades, en un 35% dones solteres, i en un 30,2% no eren unitats familiars. En el 28,9% dels habitatges hi vivien persones soles el 14,5% de les quals corresponia a persones de 65 anys o més que vivien soles. El nombre mitjà de persones vivint en cada habitatge era de 2,55 i el nombre mitjà de persones que vivien en cada família era de 3,13.
Per edats la població es repartia de la següent manera: un 27,1% tenia menys de 18 anys, un 11,4% entre 18 i 24, un 22,7% entre 25 i 44, un 24,9% de 45 a 60 i un 13,9% 65 anys o més.
L'edat mediana era de 36 anys. Per cada 100 dones de 18 o més anys hi havia 74,4 homes.
La renda mediana per habitatge era de 21.800 $ i la renda mediana per família de 24.375 $. Els homes tenien una renda mediana de 27.557 $ mentre que les dones 20.167 $. La renda per capita de la població era d'11.306 $. Entorn del 27,1% de les famílies i el 29,5% de la població estaven per davall del llindar de pobresa.

## Poblacions més properes
El següent diagrama mostra les poblacions més properes.